# Új Gondolat mozgalom
Az Új Gondolat (angol: New Thought vagy Higher Thought) a 19. század elején, az Egyesült Államokban keletkezett spirituális mozgalom. Követői részben szervezetten, részben önállóan gyakorolják a tanításokat.

## Tanítása és gyakorlatai
Ez az életfilozófia egy sor nézet gyűjtőfogalma.
Témái a gondolatok ereje, a vonzás törvénye, a gyógyítás, az életenergia, a kreatív teremtő képzelet, a reinkarnáció stb. körül csoportosulnak.
A mozgalom alapvetően pozitív hozzáállású és optimista az élettel és annak kimenetelével kapcsolatban. A későbbi szószólói – a mozgalomalapító Quimbyvel ellentétben – az anyagi jólétet is hangsúlyozták.
Az Új Gondolat elemei részben a platonizmushoz vezethetők vissza (Platón idealizmusához), továbbá a swedenborgianizmushoz, egyes keleti vallások (pl. hinduizmus) spirituális tanításaihoz, Ralph Waldo Emerson transzcendentalizmusához, a hegelianizmushoz stb. 
Istenképzetükben az Univerzális Elme vagy Végtelen Intelligencia mindenható, és mindenhol jelen van. Nem egy lény, hanem egy személytelen erőnek tekinthető, mely személyesen, tökéletesen és egyenlőképpen jeleníti meg magát mindenben. 
A mozgalomnak van vallási és világi változata is. A vallásos változat követői osztják azt az elképzelést, hogy „Isten” mindenütt jelen van.

## Történet
Eredete sok embernek a tudományos empirizmussal és a 17–18. századi vallási szkepticizmusra adott reakcióival kapcsolatos elégedetlenségére vezethető vissza. A mozgalom kialakulására leginkább Phineas P. Quimby  (1802–1866) spirituális tanítót említik.
Az USA-ban született Quimby hipnotizálást űzött, és kidolgozta a mentális és spirituális gyógyulásról és egészségről alkotott mesmerista elképzeléseit azon a nézeten alapulva, hogy a testi betegségek az elmétől függenek, és hogy az Isten bölcsességére nyitott elme minden betegséget legyőzhet.
A 19. század végén az Új Gondolatot számos spirituális gondolkodó és filozófus népszerűsítette, és számos vallási felekezet és egyház jött létre a tanain, mint például a Unity Church vagy a Church of Divine Science. Mary Baker Eddyt, a Keresztény Tudomány megalapítóját is úgy emlegették, mint aki a Quimby nézeteit használta fel inspirációként.
Az Új Gondolat lett a későbbi New Age mozgalom egyik eredete.

## Fordítás
Ez a szócikk részben vagy egészben  a   New Thought című angol Wikipédia-szócikk fordításán alapul.  Az eredeti cikk szerkesztőit annak laptörténete sorolja fel. Ez a jelzés csupán a megfogalmazás eredetét és a szerzői jogokat jelzi, nem szolgál a cikkben szereplő információk forrásmegjelöléseként.